# Трговина људима у Уједињеном Краљевству
Уједињено Краљевство (УК) је одредишна земља за мушкарце, жене и дјецу првенствено из Африке, Азије и источне Европе који су изложени трговини људима у сврху сексуалног ропства и принудног рада, укључујући ропство у породици. Године 2012. њу је Стејт департмент САД рангирао као земљу „Ниво 1“, који издаје годишњи извештај о трговини људима. Земље „Ниво 1“ су оне чије владе у потпуности поштују минималне стандарде Закона о заштити жртава трговине људима за елиминацију трговине људима (енгл. The Trafficking Victims Protection Act, скраћено TVPA). ТВПА је савезни статут Сједињених Америчких Држава.
Извештај Канцеларије за праћење и борбу против трговине људима америчког Стејт департмента ставио је земљу у „Ниво 1“ 2017. године и 2023. године.
Вјерује се да се неке жртве, укључујући малољетне особе из УК, такође тргују унутар земље. Такође се вјерује да се радници мигранти тргују у Уједињено Краљевство ради принудног рада у пољопривреди, грађевинарству, преради хране, кућном послу и исхрани. Земље извора за жртве трговине људима у УК укључују Уједињене Арапске Емирате, Литванију, Русију, Албанију, Украјину, Малезију, Тајланд, Народну Републику Кину, Нигерију и Гану. Прецизни детаљи о обиму трговине људима у Уједињеном Краљевству нису били доступни 2009. године, а многи су довели у питање валидност неких од шире цитираних бројки (као што је „процјена полиције“ да постоји до 4.000 жртава трговине људима у Уједињеном Краљевству у било ком тренутку).
Власти Уједињеног Краљевства почеле су да покрећу агресивне напоре за спровођење закона у борби против трговине људима како би открили трговину људима и идентификовали жртве. Током 2009. године, шестомјесечна истрага о трговини људима свих 55 полицијских снага Уједињеног Краљевства није успела да пронађе случај трговине људима. У мају 2012. године, прекогранична операција у којој су учествовале полицијске снаге из Сјеверне Ирске и Републике Ирске, која је укључивала упад у више од 130 објеката, резултирала је хапшењем осам. За три од ових ухапшених се сматрало да су жртве трговине људима. Испоставило се да жене нису биле жртве трговине људима, па су због тога оптужене за вођење јавне куће. Свака жена је осуђена на условну казну, а издати су и налози за одузимање новца пронађеног у просторијама током рације. Наглашено је да трговина људима није била укључена у евентуални судски спор. Многи вјерују да поновљени неуспјех великих полицијских операција да пронађу било какве доказе о трговини људима илуструје нетачност статистике о трговини људима коју често цитирају невладине организације и медији, док други инсистирају да је неуспјех у проналажењу трговине људима само показатељ њене подземне природе.
Године 2020., амерички Стејт департмент је процјенио да је у Уједињеном Краљевству било 13.000 жртава трговине људима.
Године 2023. Међународна организација за миграције објавила је извештај о трговини људима између Републике Ирске и Сјеверне Ирске; констатовано је да све већи број источноафриканаца улази у Републику и користи Заједничку путну зону за путовање у Сјеверну Ирску и улазак у Уједињено Краљевство и препоручио је обуку на свим острвима и ближе информационе системе између двије земље.

## Објашњење појмова и дефиниције

### Присилно кућно служење
Присилно ропство у породици је облик трговине људима који се налази у јединственим околностима - неформални рад у приватној резиденцији - ове околности стварају јединствену рањивост за жртве. Домаћа радна мјеста су неформална, повезана са стамбеним просторијама ван дужности и често се не дијеле са другим радницима. Такво окружење, које може да изолује домаће раднике, погодује експлоатацији јер власти не могу тако лако да прегледају домове као што то могу у поређењу са формалним радним мјестима. Истражитељи и пружаоци услуга пријављују многе случајеве нелијечених болести и, трагично, широко распрострањено сексуално злостављање, што у неким случајевима може бити симптоми ситуације присилног ропства. Многе жртве живе у страху од одласка властима. Вјерују да ће само бити препознати као илегални имигранти и за то кажњени. Неке жртве не знају да су жртве због изолације од свијета и/или културних или језичких баријера.

### Регрутовање
У Уједињеном Краљевству постоје различити облици регрутовања ради трговине људима. Жену у Уједињеном Краљевству може регрутовати неко ко користи физичко/сексуално насиље, преваром да дође у УК од стране некога ко је убјеђује да тамо може да студира или ради, или од некога ко има моћ над њом. У овим ситуацијама разлике у моћи, жена не може да одбије контролу ове особе. Могуће је да жене које су физички или емоционално повређене буду лако под утицајем насилника проституције који преузимају контролу над њиховом рањивошћу. Овај процес регрутовања ће највјероватније укључити више од једне особе због путовања које ће неке жене жртве трговине морати да обаве. Регрутатори могу бити они који регрутују жене, они који договарају путна документа, а други би је могли срести у Уједињеном Краљевству.
Од 2018. године банде терају дјецу да чине злочине, а дјеца са улице се регрутују у ропство.

### Методе
Акциони план Уједињеног Краљевства за борбу против трговине људима открио је да многе жртве стижу у Уједињено Краљевство јефтиним авио-компанијама и често на мале аеродроме гдје постоји мање безбједносног надзора. Други начини превоза за жртве трговине људима су возом, чамцем, аутобусом, аутомобилом, па чак и пјешке. Постоји много различитих рута, укључујући албанску, нигеријску, молдавску, руско-украјинску и источномедитеранску руту да споменемо само неке. Познато је да дјеца жртве трговине људима улазе у УК преко различитих аеродрома као што су Лондон Сити, Станстед и Међународни аеродром у Белфасту. Такође је откривено да су путовали на аеродроме Енглеске, Шкотске и Сјеверне Ирске. Прије него што уђу у Уједињено Краљевство, жртве трговине људима углавном пролазе кроз транзитне земље. Транзитна земља је земља кроз коју ће трговац људима проћи на путу до коначног одредишта. Земље које имају веома велики обим транзита су Албанија, Бугарска, Мађарска, Италија, Пољска и Тајланд. Дјеца из Кине чине највећи проценат жртава према студијама и путују различитим рутама прије него што стигну у Уједињено Краљевство. Неке од земаља кроз које путују укључују Русију, Боливију, Бразил, Индонезију и Кенију. Истакнути случај трговине људима примјећен је у случају смрти у камиону у Есексу 2019. године.

### Како трговци људима контролишу своје жртве
Трговцима људима је важно да њихове жртве буду кооперативне када послују. Да би своје раднике држали у реду, трговци људима имају различите методе контроле које практикују. Неки од њих укључују њихово дрогирање, уклањање документације, спречавање жртава да уче језик, изолацију, премјештање са мјеста на мјесто, пријетње и смјештај на начин да ће постати бескућници ако оду. Премјештајући жртве са мјеста на мјесто, оне нису у могућности да се упознају са својом околином. Ово држи жртве одвојене од свијета на физички и психички начин. Са оваквом контролом, жртве постају беспомоћне и немају скоро никакве шансе да побјегну од својих трговаца.
Трговци људима такође задржавају контролу над својим жртвама уз употребу застрашивања, пријетњи и насиља, иако у неким случајевима жртве имају извјесну слободу кретања пошто су трговци стекли психолошки надзор над својим жртвама. Примјери метода контроле укључују: пријетње застрашивањем/насиљем, пријетње да ће се нанијети насиље њиховим породицама код куће, пријетње да ће се породица жртава обавјестити о њиховој умјешаности у проституцију, уклањање документације, дужничко ропство, ритуалне заклетве, дрога и алкохол, ограничавање слободе и кретања, досљедна промјена локације, страх од власти, изолација, пријетње депортацијом и неке жртве једноставно не препознају да су жртве трговине људима.

### Учесталост трговине људима
С обзиром на тајну природу криминалног свијета, тешко је рећи прави број жртава трговине људима. Међутим, могло би се рећи да је трговина људима у 2019. години била израженија него икада; Национална агенција за криминал је вјеровала да се број жртава у Великој Британији креће у десетинама хиљада.
У 2019. години, Кинези, Нигеријци и Вијетнамци су најчешће пријављивани национализовани за потенцијалне жртве трговине људима.

## Погодности и бенефит за трговце људима
Обично трговци људима знају ризик који преузимају када уђу у овај посао, али настављају да то чине због користи које добијају. Максимална затворска казна за прекршај трговине људима је 14 година, али ово вријеме обично није претња трговцима људима због њихове финансијске користи. У овом послу, износ новца који се може зарадити је далеко изнад дневног посла и може се зарадити на много различитих начина. Новац који трговац може зарадити продајом једне жртве у Уједињеном Краљевству може се кретати од 500 до 8.000 фунти. Количина новца коју трговци зарађују дневно је такође огромна корист за наставак пословања. Дневно у Уједињеном Краљевству трговац људима може зарадити између 150 и 1.000 фунти. Трговци обично плаћају својим проституткама мало или ништа за њихове услуге, а профит задржавају за себе. Други начин на који трговци људима зарађују новац је плаћање путних трошкова за своје жртве и тражење новца назад када стигну у Уједињено Краљевство.

### Трошкови и приходи трговца људима
Извештај из 2012. године је показао да је већина жртава трговине људима у Уједињеном Краљевству била из Кине, Вијетнама и источне Европе. Према Роси Силверман, приход који је остварила једна сексуална радница процјењен је на 48.000 фунти, тако да тржиште вриједи десетине милиона фунти у 2013. години. Трошкови путовања и прибављања лажне документације могу бити веома скупи. То може да се креће од 500 до 12.000 фунти за лажну документацију и од 2.000 до 3.000 фунти за путовања из Европе. Ако жртва путује са неке даље локације, трошкови путовања могу бити много већи. Студије показују да су трошкови путовања из Кине између 25.000 и 50.000 фунти за једну жртву. Начини превоза такође могу утицати на трошкове путовања. Неки трговци људима купују своје жртве, што може бити веома скупо за њихов посао. У зависности од различитих фактора, укључујући расу, локацију и старост жртве, цијена може да варира. Један трговац људима је пријавио да је платио 800 фунти за девојку из Јужне Африке, али је други платио 20.000 фунти за другу девојку. У 2012. години, пријављена продајна вриједност жртве у Уједињеном Краљевству је обично била између 3000 и 4000 фунти.

## Судско процесуирање трговине људима у Уједињеном Краљевству
Британска влада је наставила своје проактивне напоре за спровођење закона у борби против трговине људима. Уједињено Краљевство је забранило све облике трговине људима кроз Закон о сексуалним преступима из 2003, Закон о кривичном правосуђу (Шкотска) из 2003. и Закон о азилу и имиграцији (третман подносилаца захтева, итд.) из 2004. Ове прописане казне од максимално 14 година затвора, иако су посебне казне прописане за сексуалну трговину мање строге од оних које су прописане за силовање. Закон о модерном ропству из 2015. који је постао закон у марту 2015. и Закон о трговини људима и експлоатацији (Шкотска) из 2015. који је постао закон у новембру 2015. консолидовао је постојеће прекршаје који се односе на трговину људима и ропство.
Влада Уједињеног Краљевства је 2007. године покренула Пентаметар II, операцију великих размера која има за циљ спасавање жртава, разбијање мрежа трговине људима, развој обавештајних података и подизање свијести јавности. Студија коју је спровела влада 2007. године идентификовала је најмање 330 појединачних случајева трговине дјецом у УК, а исте године влада је пријавила кривична гоњења која укључују најмање 52 осумњичена починиоца трговине људима. Иако је влада пријавила 75 текућих кривичних гоњења током претходног извјештајног периода, осудила је само десет починилаца кривичних дјела трговине људима у 2007. години, што је значајно смањење у односу на 28 осуђујућих пресуда из 2006. године. Казне изречене осуђеним преступницима трговине људима у 2007. години кретале су се од 20 мјесеци до 10 година затвора, са просечном казном од четири године. У једном случају 2008. године у Уједињеном Краљевству, дјевојке су трговане ради присилне проституције, а мушкарац је осуђен на 10 година затвора. У јануару 2008. године полиција је ухапсила 25 чланова румунских организација организованог криминала који су користили румунску дјецу, укључујући бебу млађу од годину дана, као џепароше и за шеме просјачења. Банда за сексуалну трговину у Рочдејлу, група педофила која је нападала малољетне дјевојчице у Рочдејлу, били су први људи у Британији који су осуђени за сексуалну трговину, 8. маја 2012. године.

## Заштита
Систем који је тренутно на снази за помоћ жртвама трговине људима је Национални механизам за упућивање (НРМ). Да би заштитили жртве трговине људима, особа која први реагује мора упутити особу у НРМ. Особа која први реагује може укључивати Националну здравствену службу или локалне власти. У овим случајевима, жртва мора да пристане на упућивање, а пожељно је да се то уради у року од 48 часа од контакта са жртвом. Упутница се шаље надлежном органу, који је програм који ће одлучити да ли је особа предмет трговине људима или не. Надлежни орган ће анализирати образац упућивања и донијети одлуку у року од 5 радних дана. Ако се вјерује да је жртва трговине људима, надлежни орган ће дати жртви 30-дневни период за опоравак и размишљање. То би подразумевало боравак у безбједном окружењу уз медицинску и другу помоћ. Прије истека периода од 30 дана, надлежни орган ће донијети „коначну одлуку“ о томе да ли је жртва била жртва трговине људима или не. Ови резултати могу зависити од доказа који су пронађени током периода од 30 дана. Ако се утврди да сте жртва трговине људима, може се донијети одлука да се ваш период опоравка продужи или да вам се одобри боравишна дозвола. Ако добијете негативну коначну одлуку, једина опција коју имате је да затражите од надлежног органа да преиспита одлуку. Ако орган и даље није утврдио да испуњавате услове, имате могућност да оспорите одлуку путем судске ревизије. Требало би да добијете правног заступника да прођете кроз овај процес, он ће моћи да разговара о вашим правима у зависности од земље из које сте.

### Компензација
Ако сте икада били жртва трговине људима у Уједињеном Краљевству, могуће је да добијете надокнаду од владе или од оних који су били задужени за трговину вама. Шема обештећења за повреде усљед кривичног дјела 2009 (енг. Criminal Injuries Compensation Scheme 2009) је програм задужен за омогућавање жртвама да добију надокнаду за повреде које су задобиле током трговине људима. Шему за обештећење за повреде усљед кривичног дјела 2009. (Criminal Injuries Compensation Scheme 2009) године води Управа за надокнаду повреда услед кривичног дела (енгл. Criminal Injuries Compensation Authority, скраћено CICA). Да бисте добили надокнаду кроз програм, морате пријавити насиље или повреду коју сте доживели властима у року од двије године након што сте побјегли из своје ситуације. Ваши трговци људима не морају да буду ухапшени да бисте од њих добили надокнаду.

## Превенција

### National Vigilance Association (NVA)
Национално удружење за будност (енгл. National Vigilance Association (NVA)) основано је на састанку одржаном у Лондону 1885. године. Ово је примјер некадашњег удружења које је преузело изазов да покуша да умањи трговину људима. Сврха овог удружења је била да буде главна агенција за предузимање приватних гоњења за трговину људима и да упозори полицију на оне који су прекршили нови Закон о изменама и допунама кривичног закона. Закон о изменама и допунама кривичног закона укључивао је кривично дјело држања жене млађе од 21 године као проститутке, законски узраст за сексуални пристанак помјерен до 16 година, сваки мушкарац за кога се утврди да практикује хомосексуалне радње приватно/јавно биће оптужен и затворен, као и новчане казне које би биле наметнуте свима који су умјешани у радње проституције. До 1888. године НВА је имала 300 придружених група које су биле ангажоване на локалном, националном и међународном нивоу. До 1977. године НВА није могла да настави рад због финансијских потешкоћа. Прогони које су спроводили постали су скупи и НВА је почела да губи контролу над својим првобитним дужностима. Били су приморани да промјене фокус или потпуно укину своје гране. До средине 20. вијека, преостали НВА у Шкотској је редизајниран да постане агенција за рад на случајевима. НВА је помогла да се промјјени однос између појединца и државе дозвољавајући држави да има право да интервенише у неприкладном сексуалном понашању, гдје се у прошлости сексуално понашање увијек сматрало приватном ствари појединца.

### Међународни закони
Два најновија покушаја дефинисања, спречавања и кривичног гоњења трговине људима према међународном праву су Конвенција Уједињених нација против транснационалног организованог криминала и Протокол Уједињених нација против кријумчарења миграната копном, морем и ваздухом. Њих је креирала Канцеларија Уједињених нација за дроге и криминал (УНОДЦ). Према Кинговим ријечима, стандард за третирање жртве трговине људима објашњен је у двије међународне агенде, „Стандарди људских права за третман трговине људима“ и „Препоручени принципи и смјернице о људским правима и трговини људима“.

### Потешкоће у спровођењу међународног права
Постоје проблеми који се јављају када се покушавају спровести међународни закони. Жртве трговине људима обично веома оклијевају да признају своју ситуацију јер се плаше посљедица. Други проблем који се јавља када се покушава спровести међународно право је недостатак обуке коју спровођење има у свакој држави. Обично није вјјероватно да је сваки службеник у држави адекватно обучен са знањем и вјештинама потребним за поступање са жртвама трговине људима. Да би се обезбједило рјешење, свијест ових службеника и службеница је кључна. Конкретно, здравствене службе, социјални радници, грађевински инспектори и инспектори здравља и безбедности морају бити правилно информисани о томе како препознати различите индикаторе принудног рада и проституције. Обука имиграционих судија је такође кључна када се идентификују жене које су предмет трговине. Центар за трговину људима Уједињеног Краљевства (енг. United Kingdom Human Trafficking Center, скраћено UKHTC) је организовао 12 семинара обуке од 2008. године, што укључује трговину људима у Уједињеном Краљевству сада, законе о трговини људима и идентификацију жртава. Језичка баријера је још једно питање које се јавља када се жене прелазе преко међународних граница.

### Процјена ризика
Владина политика се ослања на снажан приступ процјени ризика како би се осигурало да се модерно ропство и трговина људима елиминишу што је више могуће у оквиру државних комерцијалних операција и ланаца снабдјевања.

## Ситуација везана за трговину људима у Шкотској
Шкотски градови са највећом учесталошћу трговине људима су Глазгов, Стирлинг, Единбург, Данди и Абердин. Према студијама, искуства појединаца су била различита. Већина појединаца је тврдила да знају да су жртве трговине људима и да су задовољни својом ситуацијом. Али други су били преварени у послу који ће обављати. Углавном су били упознати са појединцима који су им понудили посао у Шкотској и били су експлоатисани у сексуалну трговину када су стигли. Жртве су откривене у приватним становима и кућама које су служиле за смјештај трговаца људима. Овакве локације се користе јер нису високог ризика у Шкотској. Откривено је да је главни пут трговине људима у Шкотску из Лондона и жртве обично прати неко повезан са њиховом организацијом за трговину људима. Други путеви у Шкотску укључивали су Сјеверну Ирску, западну Шкотску и Даблин. Популација имиграната је порасла посљедњих година у Шкотској, што се може повезати са порастом трговине људима у Шкотској. У Глазгову, који је једна од највећих локација за трговину људима у Шкотској, живи преко 77 националности. Многе националности жртава су непознате у Шкотској, али оне које су познате су углавном из азијских и афричких земаља.